# Igor Britanov
Igor Anatolievich Britanov foi o capitão do submarino de mísseis soviético K-219 quando ele afundou ao largo da costa das Bermudas no dia 3 de outubro de 1986.

## O incidente no K-219
Naquele dia, enquanto em patrulha 680 milhas (1 100 km) a nordeste de Bermuda, o K-219 sofreu uma explosão e um incêndio em um tubo mísseis. O selo em um tampa da escotilha de um míssil  falhou, permitindo que a água do mar vazasse para o tubo de mísseis e reagisse com os resíduos de combustível líquido do míssil . De acordo com uma primeira versão, a Marinha Soviética, afirmou que o vazamento foi causado por uma colisão com USS Augusta (SSN-710). O Augusta foi, certamente, operar nas proximidades, mas a Marinha dos Estados Unidos nega qualquer colisão. Anteriormente já havia acontecido fato semelhante com o K-219. Um de seus tubos de mísseis foi desativado e fechado a solda.
Foi ordenado a Britanov que seu navio fosse rebocado para Gadzhievo, de seu porto, que foi de 7 mil quilômetros de distância. As tentativas para rebocar o navio foram infrutíferas, e gás venenoso começou a vazar nos compartimentos da popa. Contra as ordens, Britanov ordenou que a tripulação fosse evacuada para o reboque do navio, enquanto ele permaneceu a bordo K-219. Vendo que Britanov - na sua opinião - não estava agindo de forma eficiente, o alto comando da Marinha Soviética ordenou ao oficial de segurança, Valery Pshenichnyy, que assumisse o comando e retomasse a patrulha. Antes que o pedido pudesse ser realizado,o K-219 afundou para o fundo do abismo de Hatteras . A causa é desconhecida, mas uma versão presume que o Capitão Britanov pode ter afundado o navio.
Após seu retorno para a União Soviética, Britanov foi demitido da Marinha Soviética e acusado por negligência, traição e sabotagem. Enquanto aguardava seu julgamento em Sverdlovsk , em Maio de 1987, o Ministro da Defesa Sergey Sokolov , renunciou e foi substituído por Dmitry Yazov. Posteriormente, as acusações contra Britanov foram retiradas.

### Sem colisão?
A União Soviética - e, segundo alguns relatos, aparentemente, para este dia, o governo russo - alegou que o K-219 colidiu com Augusta na costa de Bermuda, o que resultou no afundamento do submarino.[carece de fontes?] A Marinha dos Estados Unidos negou isso e, surpreendentemente, o próprio capitão Britanov. Em uma entrevista com o Tenente Comandante Wayne Grasdock, em 5 de agosto de 1998, Britanov afirmou que, aos olhos do governo russo, não foram heróis no K-219. Quando perguntado quantas vezes ele foi convidado para ser orador convidado em funções russas , ele respondeu que não foi convidado. "Eu não conto a história do jeito que meu governo quer que eu diga a ele". Britanov explicou: "Eu não colidi com um submarino americano".

## A controvérsia do Águas Hostis
Em 1997, um filme sobre o incidente chamado Águas hostis foi lançado pela Warner Brothers, estrelado por Rutger Hauer como Capitão Britanov. Em 2001, o verdadeiro Capitão Britanov abriu um processo contra o estúdio, alegando que eles não têm permissão para utilizar a sua história ou a sua personagem e que ele foi retratado pelos escritores como incompetente - que, supostamente, ele aprovou o retrato de Hauer. Em 2004, a justiça decidiu favoravelmente ao Capitão Britanov, que se recusou a indicar o exato valor em dólar dos danos.